# Josep Anglada i Arrey
Josep Anglada i Arrey fou un compositor català.
Es conserven obres seves, del tercer terç del segle xix, als fons musical de l'església parroquial de Sant Esteve d'Olot (SEO).
Ignorem si podia haver estat germà de Francesc Anglada i Arrey; present en el fons olotí durant el darrer quart del segle xix.